# Engelbert Adam
Engelbert Adam (1. června 1850 Nové Heřminovy – 21. prosince 1919 Bruntál) byl česko-německý herec, básník a dramatik píšící německo-slezským nářečím.

## Život
Byl synem sedláka, vystudoval gymnázium v Opavě. Psal básně a divadelní hry lidového charakteru a byl sběratelem lidových písní. Působil také jako kočovný herec. Později byl majitelem hostince v Olomouci a Krnově, mimo to vlastnil kino v Bruntále. Měl přezdívku „Vater Haymann“ podle názvu jeho divadelní hry a podle titulní role, kterou mnohokrát ztvárnil na jevišti.